# Short S.26
El Short S.26 G-Class fue un gran hidrocanoa de transporte diseñado y producido por el fabricante de aviones británico Short Brothers. Fue diseñado para lograr una capacidad transatlántica sin escalas, aumentando la viabilidad de servicios/tareas de larga distancia.
El S.26 se había desarrollado a partir del anterior Short Empire, un gran hidrocanoa desarrollado entre principios y mediados de la década de 1930. A diferencia del Empire, era aún más grande y estaba diseñado para cubrir distancias más largas antes de tener que repostar combustible. Fue desarrollado a petición de la aerolínea británica Imperial Airways, así como con el estímulo del Ministerio del Aire, que anticipó su uso potencial como avión de patrulla marítima y otros propósitos militares. Volados por primera vez el 21 de julio de 1939, se construyeron un total de tres hidroaviones S.26 en beneficio de Imperial Airways, pero la aerolínea solo los operó brevemente con capacidad de entrenamiento debido al estallido de la Segunda Guerra Mundial.
Durante 1940, los tres S.26 fueron incorporados al servicio militar, lo que llevó a que el tipo fuera utilizado tanto por la Real Fuerza Aérea (RAF) como por la Real Fuerza Aérea Australiana (RAAF). Fueron reconfigurados a una disposición más adecuada para tareas de transporte militar, después de lo cual hidrocanoas individuales transportaron cargas mixtas por el Mediterráneo y Oriente Medio. En diciembre de 1941, dos ejemplares fueron entregados a la aerolínea nacional British Overseas Airways Corporation (BOAC) y poco después comenzaron los servicios civiles entre el Reino Unido y Nigeria. El S.26, que siguió volando después del final del conflicto, dejó de utilizarse a finales de la década de 1940 y el último ejemplar de este tipo fue desguazado durante la década siguiente.

## Desarrollo

### Antecedentes
A principios y mediados de la década de 1930, el fabricante de aviones Short Brothers desarrolló el Short Empire, un gran hidrocanoa civil, en beneficio de su principal cliente, la compañía aérea británica Imperial Airways. Según el autor de aviación C.H. Barnes, debido al considerable tamaño del Empire, algunas figuras dentro del Marine Aircraft Experimental Establishment (MAEE) se mostraron escépticas sobre su desarrollo, algunos incluso dudaban de que un hidrocanoa de este tipo fuera capaz de despegar. A pesar de esto, también se reconoció que cualquier avión de tales dimensiones tendría un valor considerable para diversos fines militares y civiles. Un concepto que ganó especial atención fue el desarrollo de grandes hidrocanoas con cascos lo suficientemente reforzados como para resistir las fuerzas involucradas en los despegues asistidos por catapultas desde barcazas navales auxiliares de reabastecimiento de combustible. Se especuló que un hidrocanoa con esa configuración sería adecuado para realizar vuelos de correo aéreo de larga distancia y misiones de patrulla marítima de largo alcance.
A finales de la década de 1930, se presentaron dos oportunidades distintas que atrajeron la atención de Short. Imperial Airways, deseosa de mantener su ventaja competitiva, pidió a la compañía que realizara un estudio de diseño sobre un derivado ampliado del Empire, adecuado para transportar correo o pasajeros a lo largo de una ruta transatlántica sin repostar entre Irlanda y Terranova. Mientras tanto, el Ministerio del Aire también había invitado a Shorts a licitar por la Especificación 14/38 recientemente emitida, que buscaba un avión de transporte/pasajeros monoplano de largo alcance y gran altitud que contaría con presurización de cabina para permitir vuelos a gran altitud. La empresa proyectó trabajar simultáneamente en ambos diseños, que presentaban una considerable superposición entre sí, incluido el uso de una disposición de motor idéntica en forma de cuatro motores radiales Bristol Hercules. La confianza en el esfuerzo se vio enormemente reforzada cuando el hidrocanoa Empire demostró ser bastante capaz y recibió el respaldo de funcionarios como Harry Garner, director técnico del MAEE; durante el estudio de diseño también se exploraron sugerencias de Garner para mejorar el rendimiento del Empire.

### Lanzamiento
El estudio de diseño del S.26 se benefició enormemente de las mejoras probadas por el diseñador de aviones Arthur Gouge, que había experimentado con hidroalas extensibles empotradas como alternativa al escalonamiento del casco en el hidrocanoa Empire. Tras estar suficientemente convencida, a pesar de que todavía estaba en curso un pedido importante del Empire, Imperial Airways optó por encargar tres S.26, a los que la aerolínea denominó "G-Class". Casi al mismo tiempo, el Ministerio del Aire había perdido interés en el concepto de catapulta y decidió no continuar con el S.27 así configurado; en cambio, decidió subvencionar la compra de los tres S.26 por parte de Imperial Airways, con la condición de que la aerolínea los pusiera a disposición de la Real Fuerza Aérea (RAF) en caso de un conflicto militar importante. El Ministerio del Aire también encargó el hidrocanoa Short Sunderland, con el que el S.26 compartiría numerosas características de diseño.
El 17 de junio de 1939, el G-AFCI "Golden Hind", el primero de los S.26, fue lanzado desde la No.3 Shop de Shorts, siendo el hidrocanoa más grande que jamás hubiera salido de las instalaciones en ese momento. Después de cuatro días de inspecciones finales y funcionamiento de motor, el 21 de julio de 1939, el Golden Hind realizó su vuelo inaugural, pilotado por el piloto de pruebas jefe de Shorts, John Lankester Parker. Al comprobar que estaba libre de problemas, los cronogramas de manipulación se completaron en su segundo vuelo cuatro días después, por lo que el hidroavión fue entregado a Imperial Airways el 24 de septiembre de 1939, después de sólo dos vuelos de pruebas más.

## Diseño
El hidrocanoa Short S.26 fue diseñado como un hidrocanoa Short C-Class Empire ampliado, incorporando también características del Short Sunderland. Un mayor uso de extrusiones en la estructura, en lugar de secciones de láminas dobladas, en comparación con el avión C-Class, ayudó a mantener el peso bajo. Fue diseñado con la capacidad de cruzar el Atlántico sin repostar combustible y estaba destinado a formar la columna vertebral de los servicios Empire de Imperial Airways. El plan de la aerolínea era que el primer avión realizara recorridos de largo alcance, mientras que el segundo operaría vuelos de longitud media (2000 millas) con una docena de pasajeros, y el tercero realizaría viajes de corto alcance (1000 millas) con 24 pasajeros. Podría volar hasta 6000 millas sin carga o transportar hasta 150 pasajeros para un "salto corto". Sin embargo, los cascos se entregaron deliberadamente con un interior sin terminar, ya que inicialmente estaban destinados a ser utilizados únicamente para transportar correo aéreo.
La propulsión constaba de cuatro motores radiales Bristol Hercules con válvulas de manguito de 1000 kW (1400 hp). Hasta 16 000 l de combustible se transportaban en seis depósitos en forma de tambor alojados dentro de la armadura del ala, similar al Empire, excepto que su mayor altura hacía que el acceso al interior del ala fuera considerablemente más fácil para la inspección y el mantenimiento. Tal como se entregó inicialmente, el S.26 presentaba una bodega relativamente amplia dividida por puertas estancas que debían cerrarse durante el despegue y el aterrizaje. En comparación con el Empire anterior, el S.26 presentaba una cabina ampliada con un puesto específico para un ingeniero de vuelo. En operaciones típicas, se había previsto transportar alrededor de dos toneladas de sacas de correo junto con una tripulación de cinco personas.
La versión militarizada, comúnmente conocida como S.26/M, fue una conversión de los hidrocanoas civiles existentes. Presentaba nuevo armamento defensivo, que constaba de 12 ametralladoras de 0,303 pulgadas, en dos torretas dorsales y una de cola, Boulton Paul BPA Mk II de cuatro armas. También llevaba ocho bombas de 230 kg que se sostenían debajo de las alas. El volumen interno proporcionaba estiba para hasta 20 bengalas de reconocimiento, 28 boyas de llama y ocho boyas de humo. Se instaló un conjunto de radar para embarcaciones aire-superficie (ASV) junto con blindaje en áreas clave, que incluían los depósitos de combustible internos y las estaciones de la tripulación.

## Historia operacional

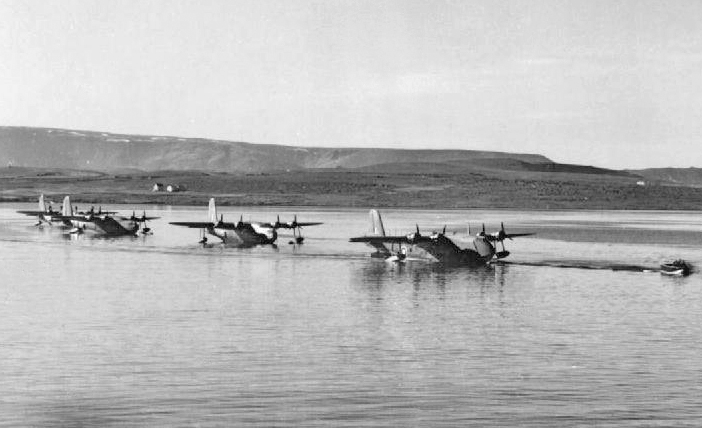
Un Short S.26 por delante de tres Short Sunderland, alrededor de 1941.

Si bien el primer hidroavión S.26 había sido entregado a Imperial Airways para comenzar el entrenamiento de tripulaciones a finales de septiembre de 1939, sólo unos días después de su entrega se informó a la aerolínea que los tres iban a ser requisados, junto con sus tripulaciones, para el servicio militar con la RAF antes de que cualquiera pudiera realizar un servicio operativo. El 24 de febrero de 1940 voló el segundo (G-AFCJ "Golden Fleece"), y el tercero (G-AFCK "Golden Horn") lo hizo el 8 de julio del mismo año. Fueron modificados por Shorts a la configuración militar S.26/M antes de su entrega a la RAF como X8275, X8274 y X8273 respectivamente. Después de la modificación en Rochester, Blackburn Aircraft Limited instaló el RDF Air to Surface Vessel (ASV) (más tarde llamado radar) en Dumbarton, Escocia. Después de una serie de vuelos de evaluación y trabajos de reparación para abordar la inestabilidad, se consideró que las tareas de conversión se habían completado a finales de 1941.
Desde 1941, los hidroaviones S.26/M (ocasionalmente denominados 'G-Boat') sirvieron con los No. 119 Squadron RAF y No. 10 Squadron RAAF, transportando suministros a Gibraltar y a Oriente Medio. Los cargamentos típicos incluían municiones y repuestos para los Bristol Beaufighter estacionados en toda la región. El 20 de junio de 1941, el X8274 (Golden Fleece) se perdió frente al cabo Finisterre, cuando se rompió tras un brusco aterrizaje forzoso, debido al fallo simultáneo de dos motores. En diciembre de 1941, el Golden Horn y el Golden Hind fueron devueltos a British Overseas Airways Corporation (BOAC) (creada en noviembre de 1939 mediante la fusión de Imperial Airways y British Airways Ltd.) y equipados para 40 pasajeros en asientos de "austeridad", siendo luego operados entre Gran Bretaña y Nigeria.
El 9 de enero de 1943, el S.26/M Golden Horn se perdió sobre Lisboa cuando un motor se atascó y se incendió en un vuelo de pruebas, después de haber recibido una revisión general de motor. El Golden Hind trabajó en otras rutas entre Gran Bretaña y África Occidental hasta el final del conflicto y permaneció en servicio con BOAC hasta que se retiró en 1947. Durante los años de posguerra, su austero interior de tiempos de guerra fue reemplazado por muebles de primera clase, lo que redujo la capacidad de asientos a un máximo de 24 pasajeros. Desde 1947 hasta 1954, permaneció amarrado en el puerto de Rochester, cerca de su lugar de nacimiento, donde el hidrocanoa había realizado su primer vuelo. En 1954, el Golden Hind encalló en Harty Ferry en la isla de Sheppey mientras lo remolcaban a un nuevo fondeadero. Finalmente, fue desguazado debido a daños en el casco.

## Variantes
S.26
Hidrocanoa de transporte civil, 3 construidos.
S.26/M
Versión militar del S.26, 3 convertidos.
S.27
Versión lanzable desde catapulta, no construida.

## Operadores
Australia
- Real Fuerza Aérea Australiana

 Reino Unido
- British Overseas Airways Corporation
- Marine Aircraft Experimental Establishment
- Real Fuerza Aérea

## Especificaciones
Referencia datos: British Civil Aircraft 1919-1972;Volume III

### Características generales
- Tripulación: Siete
- Capacidad: 38 pasajeros
- Longitud: 30,9 m (101,3 ft)
- Envergadura: 40,9 m (134,3 ft)
- Altura: 11,5 m (37,6 ft)
- Superficie alar: 201 m² (2163,6 ft²)
- Peso vacío: 17 100 kg (37 688,4 lb)
- Peso máximo al despegue: 33 339 kg (73 479,2 lb)
- Planta motriz: 4× motor radial de 14 cilindros refrigerado por aire Bristol Hercules IV.
  - Potencia: 1030 kW (1420 HP; 1401 CV) cada uno.
- Hélices: DH tripala de velocidad constante[7]
- Diámetro de la hélice: 4,42 m

### Rendimiento
- Velocidad máxima operativa (Vno): 336 km/h (209 MPH; 181 kt)
- Velocidad crucero (Vc): 290 km/h (180 MPH; 157 kt)
- Alcance: 5100 km (2754 nmi; 3169 mi)

### Armamento
- Ametralladoras: 

  - 8 en 2x torreta Boulton Paul BPA Mk. II dorsal[17]
  - 4 en 1x torreta Boulton Paul BPA Mk. II de cola[17]
- Bombas: 

  - 8 de 227 kg bajo las alas
  - 20x bengala de reconocimiento
  - 28x boya de llama
  - 8x boya de humo

## Aeronaves relacionadas

### Desarrollos relacionados
- Short Empire

### Aeronaves similares
- Boeing 314 Clipper

### Secuencias de designación
- Secuencia S._ (interna de Short, posterior a 1921): ← S.23 - S.24 - S.25 - S.26 - S.27 - S.28 - S.29 - S.30 →